# Pommerit-Jaudy
Pommerit-Jaudy (bret. Peurid-ar-Roc'h) – miejscowość i dawna gmina we Francji, w regionie Bretania, w departamencie Côtes-d’Armor. W 2013 roku populacja ówczesnej gminy wynosiła 1729 mieszkańców. 
W dniu 1 stycznia 2019 roku z połączenia czterech ówczesnych gmin – Hengoat, Pommerit-Jaudy, Pouldouran oraz La Roche-Derrien – powstała nowa gmina La Roche-Jaudy. Siedzibą gminy została miejscowość La Roche-Derrien. 